# Гавриловка (Бала-Четирманська сільська рада)
Гаври́ловка (рос. Гавриловка, башк. Гавриловка) — село у складі Федоровського району Башкортостану, Росія. Входить до складу Бала-Четирманської сільської ради.
Населення — 240 осіб (2010; 214 в 2002).
Національний склад:
- росіяни — 40%
- башкири — 32%